# Juan Alberto Soler
Juan Alberto Soler (Barcelona, 28 de setembre de 1919 - 22 de desembre de 1993) fou un director artístic de cinema català.
Des de petit va destacar per la seva facilitat pels idiomes i pel dibuix. La seva primera feina com a dissenyador gràfic va ser el catàleg comercial de l'empresa Arca invulnerables. Però aquest tipus de feina no l'atreia tant com el disseny d'arquitectures i d'espais escènics que ja havia tastat en la seva època escolar. Així doncs, no és estrany que poc després entrés als estudis cinematogràfics primer com ajudant i després com a decorador en cap o com a director artístic. Al llarg de la seva dilatada carrera va dissenyar l'escenografia de més de 300 pel·lícules i es va convertir en una de les figueres imprescindibles del cinema català, va col·laborar amb les productores locals més importants i va aportar una innegable excel·lència a totes les pel·lícules que sortien dels estudis de Barcelona i Esplugues. (Juan, Salvador i Rafael de España. Juan Alberto: director artístic, creador d'Esplugues City. Esplugues de Llobregat, 2009).

## Fons
El seu fons personal es conserva a la Filmoteca de Catalunya. El fons Juan Alberto Soler recull imatges de gran part de la seva producció laboral com a director artístic de les principals productores locals, com Emisora, Balcazar, Isasi PC, i algunes d'internacionals. Les primeres feines que va realitzar daten de 1935 i els últimes de 1987. El fons inclou una gran quantitat de dibuixos, tant originals com reproduccions dels decorats que creava, plànols i moltes fotografies dels decorats de diferents films, de les maquetes, dels platós de rodatges.... També es troben els contractes laborals i el projecte complet d'un film que no es va realitzar mai: Te espero en las estrellas.